# Spiritual Black Dimensions
Spiritual Black Dimensions è il quarto album della Symphonic black metal band Dimmu Borgir.
Prodotto dalla Nuclear Blast; i testi e le musiche sono dei Dimmu Borgir.

## Tracce
1. Reptile – 5:17
2. Behind the Curtains of Night - Phantasmagoria – 3:18
3. Dreamside Dominions – 5:13
4. United in Unhallowed Grace – 4:21
5. The Promised Future Aeons – 6:51
6. The Blazing Monoliths of Defiance – 4:37
7. The Insight & the Catharsis – 7:16
8. Grotesquery Conceiled – 5:10
9. Arcane Life Force Mysteria – 7:03

## Formazione
- Shagrath - voce
- Silenoz - chitarra
- Astennu - chitarra
- Nagash - basso
- Mustis - tastiera e sintetizzatore
- Tjodalv - batteria e percussioni